# Луз (Верхня Марна)
Луз (фр. Louze) — колишній муніципалітет у Франції, у регіоні Гранд-Ест, департамент Верхня Марна. Населення — 312 осіб (2011).
Муніципалітет був розташований на відстані близько 180 км на схід від Парижа, 65 км на південний схід від Шалон-ан-Шампань, 50 км на північний захід від Шомона.

## Історія
До 2015 року муніципалітет перебував у складі регіону Шампань-Арденни. Від 1 січня 2016 року належав до нового об'єднаного регіону Гранд-Ест.
1 січня 2016 року Луз, Друа, Лонжвіль-сюр-ла-Лен i Пюельмонтьє було об'єднано в новий муніципалітет Рив-Дервуаз.

## Демографія
Динаміка населення (INSEE ):
Розподіл населення за віком та статтю (2006):
| Стать | Всього | До 15 років | 15-24 | 25-44 | 45-64 | 65-85 | Понад 85 |
| --- | ------ | ----------- | ----- | ----- | ----- | ----- | -------- |
| Чоловіки | 148    | 12          | 12    | 40    | 36    | 48    | 0        |
| Жінки | 168    | 32          | 12    | 44    | 40    | 40    | 0        |
| \| Статево-вікова піраміда \| Статево-вікова піраміда \| Статево-вікова піраміда \| \| ----------------------- \| ----------------------- \| ----------------------- \| \| Чоловіки \| Вік \| Жінки \| \| 0 \| 85 + \| 0 \| \| 16 \| 80-84 \| 8 \| \| 8 \| 75-79 \| 8 \| \| 4 \| 70-74 \| 12 \| \| 20 \| 65-69 \| 12 \| \| 8 \| 60-64 \| 16 \| \| 20 \| 55-59 \| 4 \| \| 0 \| 50-54 \| 4 \| \| 8 \| 45-49 \| 16 \| \| 20 \| 40-44 \| 12 \| \| 4 \| 35-39 \| 12 \| \| 8 \| 30-34 \| 8 \| \| 8 \| 25-29 \| 12 \| \| 4 \| 20-24 \| 0 \| \| 8 \| 15-20 \| 12 \| \| 4 \| 10-14 \| 4 \| \| 4 \| 5-9 \| 12 \| \| 4 \| 0-4 \| 16 \| |        |             |       |       |       |       |          |
| Статево-вікова піраміда |        |             |       |       |       |       |          |
| Чоловіки | Вік    | Жінки       |       |       |       |       |          |
| 0 | 85 +   | 0           |       |       |       |       |          |
| 16 | 80-84  | 8           |       |       |       |       |          |
| 8 | 75-79  | 8           |       |       |       |       |          |
| 4 | 70-74  | 12          |       |       |       |       |          |
| 20 | 65-69  | 12          |       |       |       |       |          |
| 8 | 60-64  | 16          |       |       |       |       |          |
| 20 | 55-59  | 4           |       |       |       |       |          |
| 0 | 50-54  | 4           |       |       |       |       |          |
| 8 | 45-49  | 16          |       |       |       |       |          |
| 20 | 40-44  | 12          |       |       |       |       |          |
| 4 | 35-39  | 12          |       |       |       |       |          |
| 8 | 30-34  | 8           |       |       |       |       |          |
| 8 | 25-29  | 12          |       |       |       |       |          |
| 4 | 20-24  | 0           |       |       |       |       |          |
| 8 | 15-20  | 12          |       |       |       |       |          |
| 4 | 10-14  | 4           |       |       |       |       |          |
| 4 | 5-9    | 12          |       |       |       |       |          |
| 4 | 0-4    | 16          |       |       |       |       |          |

## Економіка
2010 року серед 193 осіб працездатного віку (15—64 років) 143 були активними, 50 — неактивними (показник активності 74,1%, у 1999 році було 69,5%). З 143 активних мешканців працювали 123 особи (72 чоловіки та 51 жінка), безробітними було 20 (8 чоловіків та 12 жінок). Серед 50 неактивних 10 осіб було учнями чи студентами, 22 — пенсіонерами, 18 були неактивними з інших причин.

У 2010 році в муніципалітеті числилось 136 оподаткованих домогосподарств, у яких проживали 307,0 особи, медіана доходів виносила 17 363 євро на одного особоспоживача